# Église de la Visitation de Marie de La Vernaz
L'église de la Visitation de Marie de La Vernaz, est une église catholique française, située en Haute-Savoie, sur la commune de La Vernaz. L'église est dédiée à la Visitation de la Vierge Marie.

## Historique
La paroisse, qui dépendait du Biot, obtient son indépendance au XVIIIe siècle, avec la construction d'une nouvelle église. Celle-ci est consacrée par l'évêque de Genève, Mgr de Rossillon de Bernex le 19 décembre 1727. Il faut attendre 1803 pour que la paroisse devienne complètement indépendante. 
Avant cette construction, une première chapelle était établie sur les terres de la famille Rovorée. Une seconde chapelle est édifiée, à la suite d'un acte passé le 29 octobre 1652, et consacrée à la Visitation de Notre-Dame. En 1724, les habitants obtiennent la présence d'un curé permanent, fonction qui jusque-là était dévolue au curé du Biot qui s'y déplaçait quatre fois par an.
La chapelle est devenue l'église paroissiale actuelle, qui a été modifiée et agrandie entre 1886 et 1892[réf. nécessaire].
Durant les années 1960 l'édifice a fait l'objet d'une restauration[réf. nécessaire].
Entre 2015 et 2017, un projet de restauration du bâtiment est entrepris, c'est en début d’année 2015 que les toitures et les façades ainsi que le clocher sont refaits[réf. nécessaire].

## Galerie

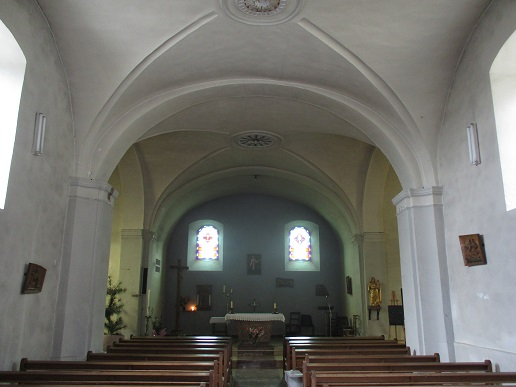
L'intérieur de l'église.
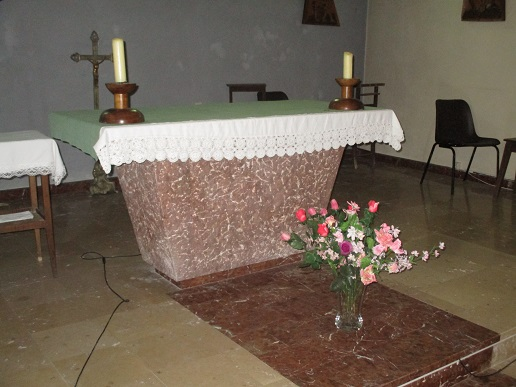
Autel en marbre rose de la carrière du Gerdil
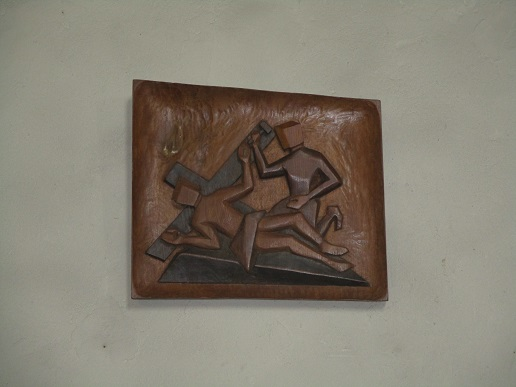
Tableau taillé en bois
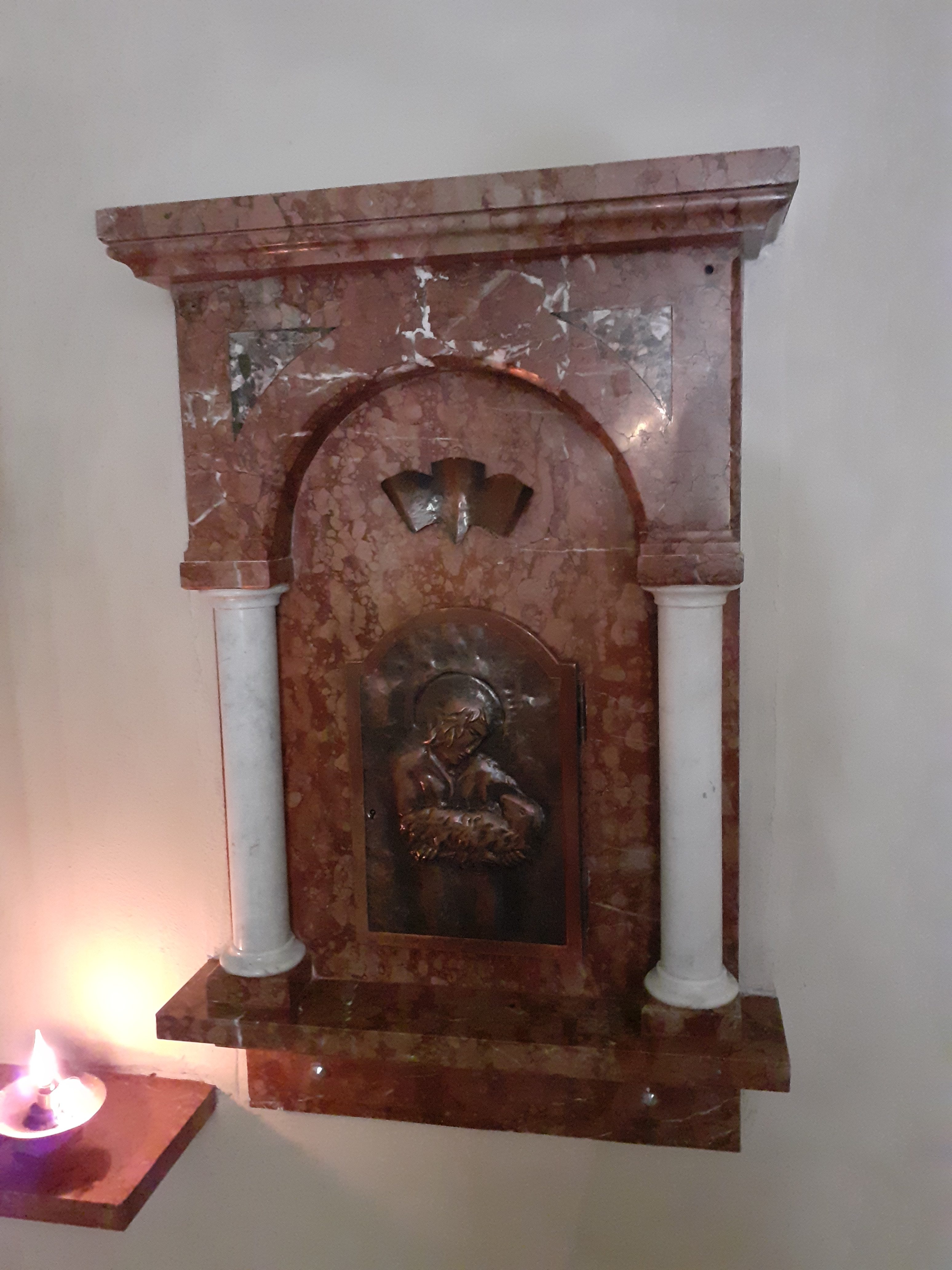
Tabernacle en marbre rose de la carrière du Gerdil
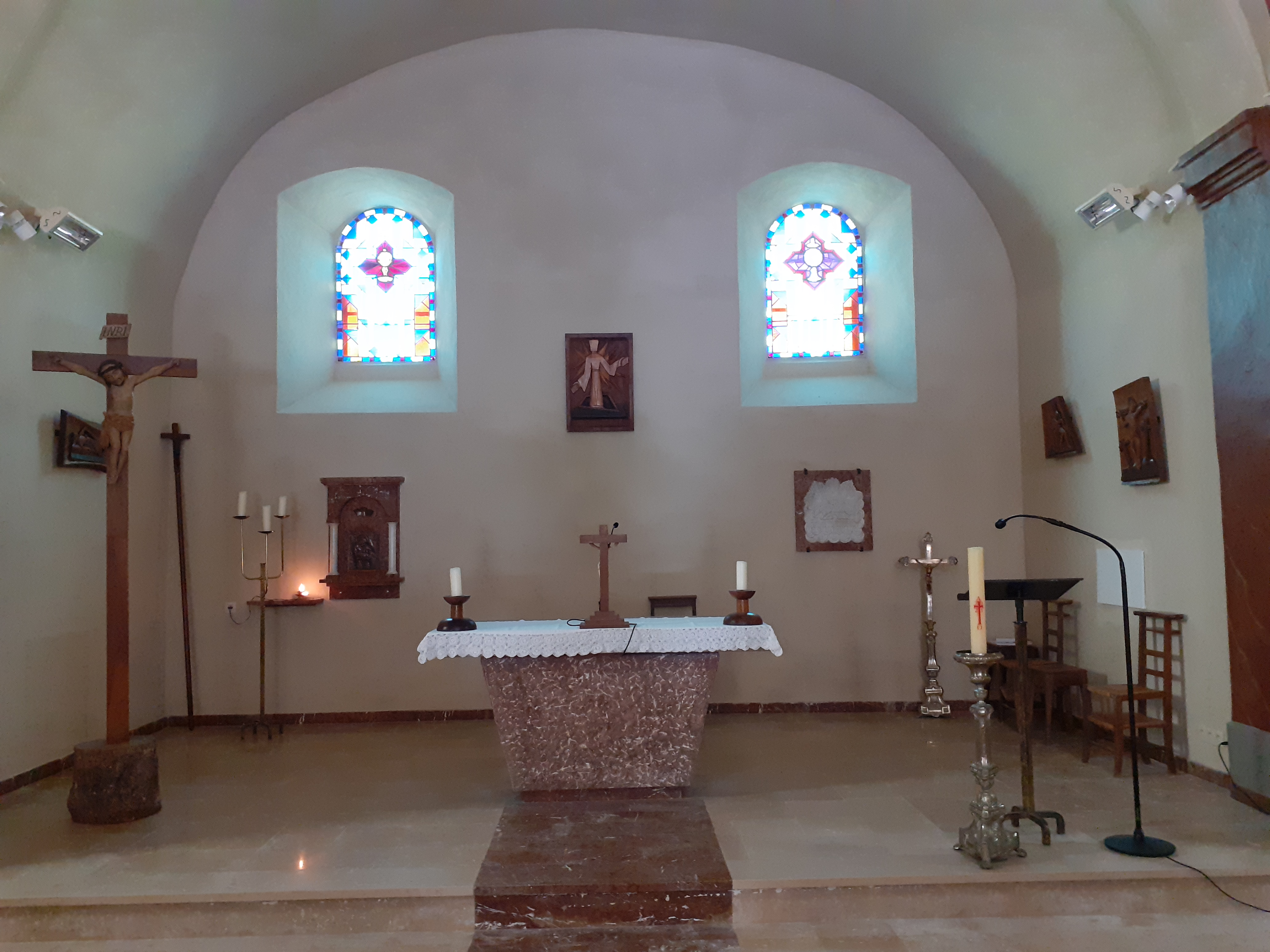
Chœur